# Большой Агардяш (посёлок)
Большой Агардяш — упразднённый посёлок в Карабашском городском совете Челябинской области России. Исключен из учётных данных в 1978 г.

## География
Располагался на южном берегу одноименного озера, на расстоянии примерно 4 км (по прямой) к северу от города Карабаш.

## История
По данным на 1970 год посёлок входил в состав Карабашского горсовета.
Исключен из учётных данных решением Челябинского областного Совета народных депутатов от 24.01.1978 года № 45.

## Население
| 1970 | 1977 |
| ---- | ---- |
| 10   | ↘0   |